# Prawo zamówień publicznych
Prawo zamówień publicznych – polska ustawa uchwalona przez Sejm RP regulująca kwestie prawne związane z zamówieniami publicznymi.

## Historia

### II RP
Pierwszym aktem prawnym regulującym na terytorium Polski kwestię zamówień publicznych był dekret wydany 7 grudnia 1918 roku w przedmiocie utworzenia Urzędu Rozdzielczego w celu centralizacji zamówień rządowych, który został uchylony 6 lutego 1920 roku uchwałą Sejmu z 30 stycznia 1920 roku. Od 24 marca 1933 roku do 31 stycznia 1949 roku kwestie zamówień publicznych regulowała ustawa z dnia 15 lutego 1933 r. o dostawach i robotach na rzecz Skarbu Państwa, samorządu oraz instytucyj prawa publicznego. Aktem wykonawczym do ustawy z 1933 roku było Rozporządzenie Rady Ministrów z dnia 29 stycznia 1937 r. o dostawach i robotach na rzecz Skarbu Państwa, samorządu oraz instytucyj prawa publicznego, które było wtedy najważniejszym aktem prawnym regulującym wydatki państwowe.

### PRL
Od 31 stycznia 1949 roku do 11 lutego 1958 roku kwestie zamówień publicznych regulowała ustawa z dnia 18 listopada 1948 r. o dostawach, robotach i usługach na rzecz Skarbu Państwa, samorządu oraz niektórych kategorii osób prawnych, którą zastąpiła obowiązująca od 11 lutego 1958 roku do 1 stycznia 1984 roku ustawa z dnia 28 grudnia 1957 r. o dostawach, robotach i usługach na rzecz jednostek państwowych. Ustawa z 28 grudnia 1957 roku została uchylona przez ustawę z dnia 21 grudnia 1983 r. o zmianie niektórych ustaw wprowadzających reformę gospodarczą.

## Ustawa z 1994 roku
W latach 1995–2004 kwestie prawne związane z zamówieniami publicznymi regulowała ustawa z dnia 10 czerwca 1994 r. o zamówieniach publicznych. Została uchwalona przez Sejm II kadencji. Weszła w życie 1 stycznia 1995 r. Obowiązywała do 2 marca 2004 r.

### Nowelizacje
Ustawę znowelizowano 19 razy. Ostatnia zmiana weszła w życie 20 października 2003 roku.

## Ustawa z 2004 roku
Ustawa z dnia 29 stycznia 2004 r. została uchwalona Sejm IV kadencji. Weszła w życie 2 marca 2004 r. Zastąpiła ustawę z dnia 10 czerwca 1994 r. o zamówieniach publicznych. Ustawa obowiązywała do 1 stycznia 2021 r.
Ustawa określa:
- zasady udzielania zamówień publicznych
- zasady ogłaszania zamówienia
- tryb postępowania o udzielenie zamówienia
- tryby udzielania zamówień (przetargu ograniczonego i nieograniczonego, dialogu konkurencyjnego, negocjacji z ogłoszeniem i bez ogłoszenia, zamówienia z wolnej ręki, zapytania o cenę, partnerstwa innowacyjnego i licytacji elektronicznej)
- zasady wyboru najkorzystniejszej oferty
- zasady dokumentowania postępowań
- zasady zawierania umów ramowych
- zasady ustanawiania i działania dynamicznego systemu zakupów
- zasady przeprowadzania konkursu
- zasady udzielania zamówień przez koncesjonariuszy robót budowlanych i zamówień sektorowych
- zasady zawierania umów w sprawie zamówień publicznych
- kompetencje i zasady działania Prezesa Urzędu Zamówień Publicznych
- zasady działania Krajowej Izby Odwoławczej
- środki ochrony prawnej w postępowaniu w sprawie zamówień publicznych
- zasady odpowiedzialności za naruszenie przepisów ustawy
- zasady używania środków komunikacji elektronicznej w postępowaniu o udzielenie zamówienia.

### Nowelizacje
Ustawę znowelizowano 67 razy. Ostatnia zmiana weszła w życie 24 czerwca 2020 roku.

## Ustawa z 2019 roku
11 września 2019 roku Sejm VIII kadencji uchwalił nową ustawę – Prawo zamówień publicznych i ustawę – Przepisy wprowadzające ustawę Prawo zamówień publicznych. Ustawa dotyczy kompleksowego uregulowania materii zamówień publicznych stanowiących umowy o charakterze odpłatnym zawierane pomiędzy zamawiającymi a wykonawcami, których przedmiotem jest nabycie przez zamawiającego robót budowlanych, dostaw lub usług od wybranego wykonawcy. Ustawa weszła w życie 1 stycznia 2021 roku.

### Nowelizacje
Ustawę znowelizowano wielokrotnie. Ostatnia zmiana weszła w życie w 2025 roku.